# Émile Torchebœuf
Émile Torcheboeuf (Saint-Ouen, 17 giugno 1876 – Parigi, 29 novembre 1950) è stato un lunghista e astista francese.
Partecipò alle Olimpiadi di Parigi del 1900, ottenendo la medaglia di bronzo nel salto in lungo da fermo.

## Record nazionali
- Salto con l'asta:
  - 2,72 m (8 luglio 1894)
  - 2,83 m (27 luglio 1894)
  - 2,875 m (9 maggio 1895)

## Palmarès
| Anno | Manifestazione | Sede   | Evento                  | Risultato | Prestazione | Note |
| ---- | -------------- | ------ | ----------------------- | --------- | ----------- | ---- |
| 1900 | Olimpiadi      | Parigi | Salto in lungo da fermo | Bronzo    | 3,029 m     |      |